# Boldú
Boldú és una entitat de població del municipi de la Fuliola, a la comarca de l'Urgell.
El poble se situa al centre del terme municipal, a tocar del cap de municipi. La carretera C-53, de Tàrrega a Balaguer, travessa el nucli urbà i és la principal via de comunicació.

## Història
Etimològicament, hi ha dues teories sobre l'origen del topònim de Boldú. La primera el relaciona amb el nom germànic Bisulurum i la segona amb l'arrel del celtes dunum, en el sentit de "turó", que evolucionaria més tard a "fortificació elevada i castell".
Les primeres referències escrites trobades parlen de Boldú com a atorgament d'Ermengol IV a Ponç Dalmau l'any 1080. Hi ha documentats una sèrie de drets sobre el poble de Ramon de Montcada, el monestir de Santes Creus, el de Vallbona de les Monges, o Pere de Boldú, però la senyoria passà dels Dalmau a Arnau Cortit d'Agramunt, qui la vengué a Berenguer d'Almenara.
Fins al 1949 va pertànyer a Tornabous, quan l'alcalde Blai Cots que va separar el poble de Boldú per ajuntar-lo amb el de la Fuliola per raons de proximitat.

### Millores fetes a Boldú entre 1900 i 1910[2]
| Any  | Alcalde                               | Construccions | Serveis |
| ---- | ------------------------------------- | --- | --- |
| 1900 | - Ramon Ardébol i Pinós               | | |
| 1901 | - Ramon Ardébol i Pinós               | - Carretera d'entrada i sortida del poble | - Repartiment de consums per part de Manel Ardébol |
| 1902 | - Manel Ardébol i Esmatjes            | - Dipòsit - Regador a terme | - Correus |
| 1903 | - Manel Ardébol i Esmatjes            | - Rentador - Reparació de la creu del terme - Aplanament de dues basses i plantació d'arbres - Séquia per treure per treure l'aigua de la pluja | - Nou ordenança |
| 1904 | - Ramon Ardébol i Pinós               | - Auxiliar nou | - Adquisició d'una bomba i dues dotzenes de galledes per a l'extinció d'incendis                                                                                    |
| 1905 | - Ramon Ardébol i Pinós               | - Restauració del cementiri - Edifici del transformador                                                                                         | - Instal·lació de llum elèctric - Instal·lació de la bàscula per pesar carros                                                                                       |
| 1906 | - Josep Cots                          | - Casa pel poble i mobiliari per a un estudi | - Contractació de la Sra. Teresa Amenós per instruir la família del poble                                                                                           |
| 1907 | - Josep Cots                          | - Ampliació de 8 metres del dipòsit d'aigües potables                                                                                           | |
| 1908 | - Josep Cots                          | - Instal·lació d'una campana fúnebre al campanar per Setmana Santa - 8 carretades de pedra i 60 pams de llosa per cobrir un bocí de claveguera  | - Adquisició de 40 bigues i diferents feixos de canyes per netejar la Cicla Comunal arrasada per les inundacions - Manteniment d'oli i pintura a la bàscula pública |
| 1909 | - Josep Cots - Ramon Ardébol Minguell | - Recontrucció de la font pública - Plantació de 16 arbres al passeig                                                                           | - Neteja de la Cicla Comunal i l'eixidiu de sanejament |
| 1910 | - Ramon Ardébol Minguell              | - Neteja de la Cicla Comunal - Pujada d'un edifici per a la col·locació d'un rellotge pel campanar                                              | - Compra d'un rellotge pel campanar |

## Llocs d'interès

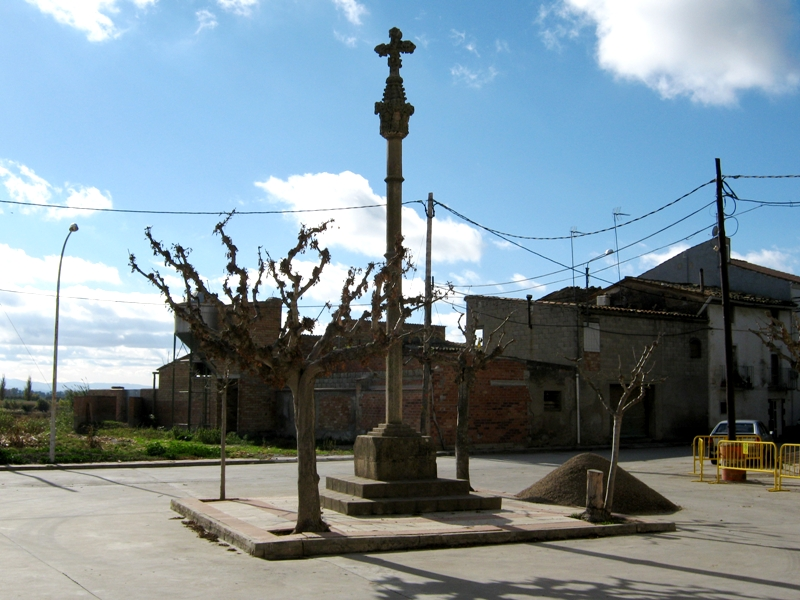
La creu de terme de Boldú

- La creu de terme barroca, situada al mig de la plaça amb el mateix nom
- L'antiga església de l'Assumpció de la Mare de Déu que és d'origen romànic.